# Hlebine
Hlebine su općina u Hrvatskoj. Nalazi se u Koprivničko-križevačkoj županiji.

## Zemljopis
Općinu čine sela Hlebine i Gabajeva Greda.

## Stanovništvo
Po popisu stanovništva iz 2011. godine, općina Hlebine imala je 1302 stanovnika, raspoređenih u dva naselja:
- Gabajeva Greda – 149
- Hlebine – 1153

Pretežito poljoprivredno, uznapredovali sljedeći procesi: deagrarizacija i deruralizacija. Broj stanovnika kontinuirano pada već godinama, a starosna i obrazovna strukura je izrazito nepovoljna.
| broj stanovnika | 1749  | 1711  | 2004  | 2169  | 2340  | 2594  | 2579  | 2612  | 2602  | 2543  | 2500  | 2234  | 1845  | 1606  | 1470  | 1304  | 1180  |
|                 | 1857. | 1869. | 1880. | 1890. | 1900. | 1910. | 1921. | 1931. | 1948. | 1953. | 1961. | 1971. | 1981. | 1991. | 2001. | 2011. | 2021. |

| broj stanovnika | 1749  | 1711  | 2004  | 2018  | 2056  | 2050  | 2094  | 2059  | 1940  | 1864  | 1817  | 1728  | 1583  | 1395  | 1291  | 1155  | 1056  |
|                 | 1857. | 1869. | 1880. | 1890. | 1900. | 1910. | 1921. | 1931. | 1948. | 1953. | 1961. | 1971. | 1981. | 1991. | 2001. | 2011. | 2021. |

## Uprava
Načelnica Općine Hlebine je Božica Trnski, a predsjednik Općinskog vijeća je Zvonko Trtanj.

## Povijest
Hlebine se prvi puta spominju 1671. kao selo u Vojnoj krajini u župi Novigrad Podravski, a Gabajeva Greda je nastala kasnije kao konačko naselje. Kapela Sv. Katarine u Hlebinama je bila izgrađena nešto prije 1671. godine, jer se tada po prvi puta spominje (kao i selo Hlebine) u kanonskim vizitacijama.  Izgleda da su tada ovom kapelom upravljali župnici iz Komarnice (Novigrad Podravski) i Drnja. Kapela Sv. Katarine Djevice je godine 1680. imala jedan oltar i sve potrebno za službu Božju, a bila je u sastavu župe Drnje.  Godine 1700. je hlebinska kapela bila napravljena od pletera, a nabacana blatom. Imala je čvrste temelje od hrastova drva. U kapelu su vodila jedna vrata, koja su se dala dobro zatvoriti. Nad ulazom je s unutarnje strane bio drveni kor, a pred ulazom se nalazilo malo predvorje, iznad kojega se dizao drveni tornjić. Zvono nije bilo smješteno u tornjiću nego u samome selu na drugom zvoniku. U kapeli je bio zidani oltar, nad kojim se vidjela slika Sv. Katarine, postojala je i druga slika Sv. Katarine naslikana na koži, a ona je visila na stijeni sa strane evanđelja. Kapela je imala drveni strop kojeg je izradio stolar. Nije imala poda te su ljudi stajali na zemlji. Uz to je krov na kapeli propuštao kišu. Oko kapele se nalazilo groblje koje nije bilo ograđeno pa je komarnički arhiđakon i zagrebački kanonik Tomo Augustić naložio da se to groblje ogradi, a uz to i popravi krov na kapeli. Ako to Hlebinci ne bi učinili kapela se u tom slučaju imala zatvoriti. Kapela je imala pozlaćeni kalež, komu je kupa bila načinjena od srebra, a podnožje od bakra; patena za taj kalež je bila srebrna i pozlaćena. Nadalje je kapela imala 2 križa, od kojih je jedan bio bakren, a drugi drven. Dosta dobro je bila opskrbljena crkvenim odijelom i rubeninom te je imala 2 kazule, jednu crvenu, a drugu bijelu. Samostalna župa Hlebine postoji od kraja 18. stoljeća. U općini Koprivnica do 1993. kada dobivaju samostalnu općinu.
U srednjem vijeku su posjed i župa Struga (čije je sjedište bio Sigetec) obuhvaćali i prostor današnjih Hlebina.

## Gospodarstvo
U Hlebinama su prisutni mnogi oblici poljoprivrede. Mnogo ljudi uzgaja žitarice od čega najviše kukuruz. Jedno od najpoznatijih mjesta na kojima se uzgajaju poljoprivredne kulture su Kozarnice.

## Poznate osobe
- Krsto Hegedušić
- Ivan Generalić
- Franjo Mraz
- Dragan Gaži
- Franjo Gaži
- Josip Generalić
- Milan Generalić
- Miralem Alečković

## Spomenici i znamenitosti
- Galerija Generalić
- Galerija Hlebine
- Spomen kuća Krste Hegedušića

## Obrazovanje
- Osmogodišnja područna škola

## Kultura
Središte je hrvatskog naivnog slikarstva.

## Šport
- NK Lipa Hlebine
- ŠRK „Drava“ Hlebine
- ŠRK „Hlebine“

## Vanjske poveznice
- Službena mrežna stranica